# Roberto Vezzani
Roberto Vezzani (Pescia, 9 marzo 1942) è un ex sollevatore italiano.

## Biografia

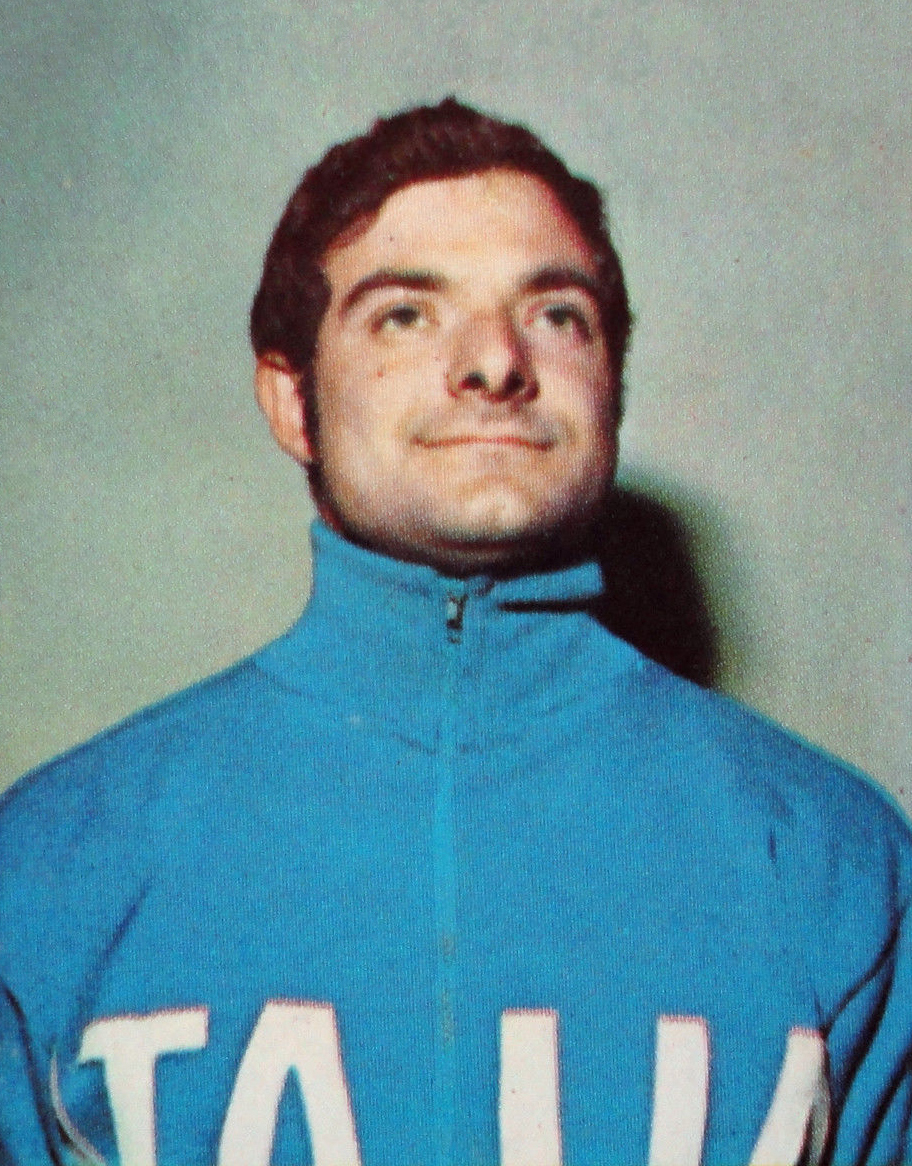
Vezzani nel 1968

Nato a Pescia, in provincia di Pistoia, nel 1942, gareggiava nella classe di peso dei 110 kg (pesi massimi).
A 30 anni ha partecipato ai Giochi olimpici di Monaco di Baviera 1972, nei pesi massimi (110 kg), terminando al 5º posto, con 545 kg alzati, dei quali 192.5 nella distensione lenta, 147.5 nello strappo e 205 nello slancio.
Oltre a quella concomitante con le Olimpiadi, ha preso parte ad altre 4 edizioni dei Mondiali, arrivando 11º a Varsavia 1969, 5º a Columbus 1970, 7º a Lima 1971 e 5º a L'Avana 1973.